# 耶爾瓦亞尼市鎮

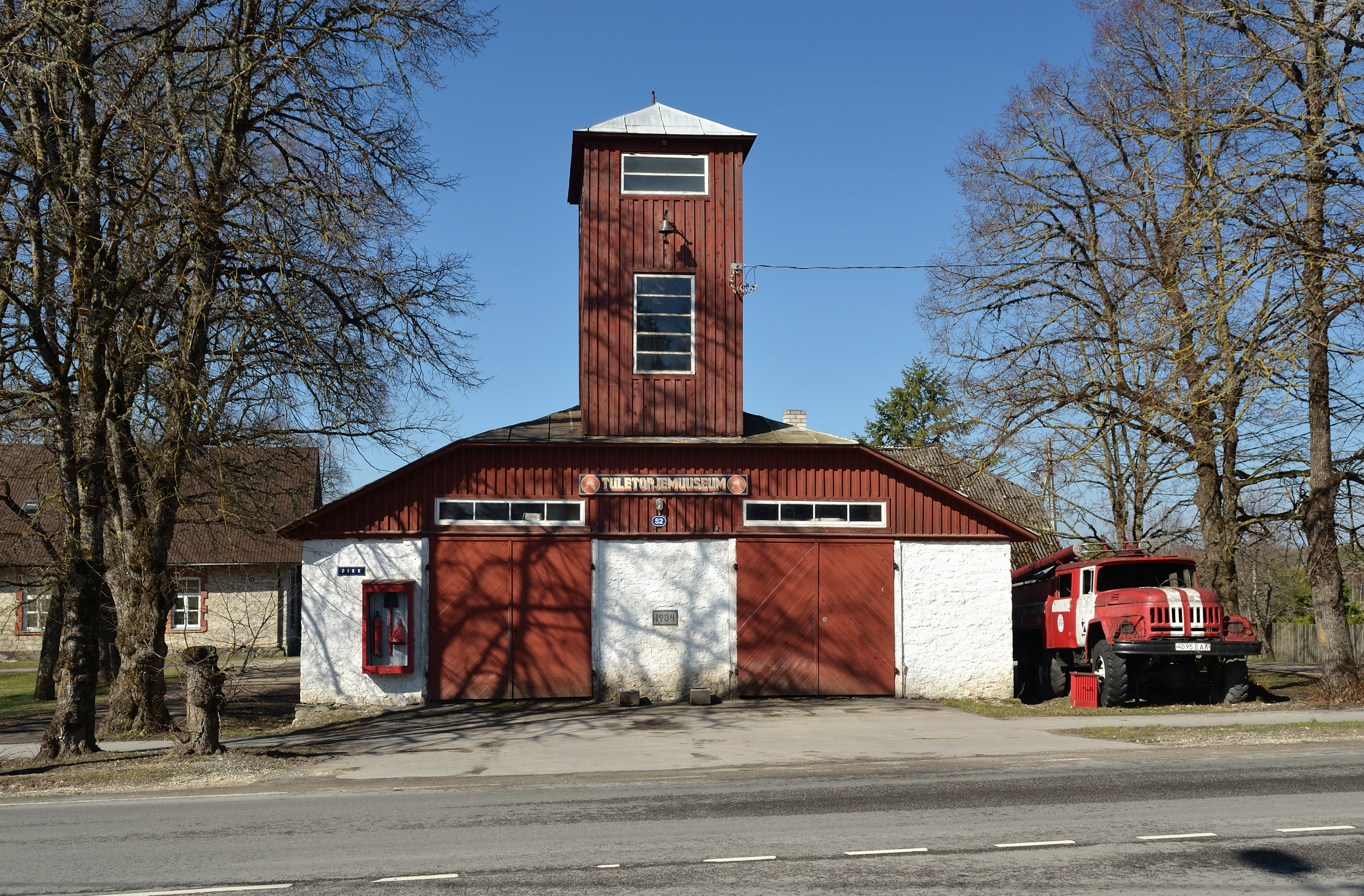
耶爾瓦-亞尼消防博物馆

耶爾瓦亞尼市鎮，曾是愛沙尼亞耶爾瓦縣的一個鄉村型市镇，位於該國中部，行政中心設於耶爾瓦亞尼，面積126平方公里，2008年人口1,643，人口密度每平方公里13人。
2017年爱沙尼亚行政改革后，耶爾瓦亞尼市镇与其他市镇一起合并为耶尔瓦市镇。
59°02′20″N 25°53′10″E / 59.039°N 25.886°E